# Jonas Okétola
Jonas Flavien Okétola (ur. 27 sierpnia 1983 w Beninie) – beniński piłkarz pochodzenia nigeryjskiego grający na pozycji pomocnika.

## Kariera klubowa
Karierę piłkarską Okétola rozpoczął w klubie AS Dragons. W 1998 roku zadebiutował w jego barwach w pierwszej lidze benińskiej. W debiutanckim sezonie wywalczył mistrzostwo Beninu. Po tytuł mistrzowski sięgnął także w latach 1999, 2002 i 2003.
W 2004 roku Okétola odszedł do nigeryjskiej Enyimby FC z miasta Aba. W 2004 roku wygrał z nią Ligę Mistrzów (1:2, 2:1 i wygrana po rzutach karnych w finale z Étoile Sportive du Sahel) oraz Superpuchar Afryki. Z kolei w 2005 roku wywalczył mistrzostwo Nigerii, Puchar Nigerii i Superpuchar Afryki. Z kolei w latach 2006–2007 Okétola grał w innym nigeryjskim klubie, Kwara United.
Na początku 2008 roku Okétola został piłkarzem południowoafrykańskiego klubu Thanda Royal Zulu. W styczniu 2009 roku w jego organizmie wykryto amfetaminę, w efekcie czego został zdyskwalifikowany na 2 lata.

## Kariera reprezentacyjna
W reprezentacji Beninu Okétola zadebiutował w 1998 roku. W 2004 roku był w kadrze Beninu na Puchar Narodów Afryki 2004 i wystąpił na nim we 2 meczach: z Republiką Południowej Afryki (0:2) i z Nigerią (1:2). W 2008 roku w Pucharze Narodów Afryki 2008 rozegrał także rozegrał 2 spotkania: z Mali (0:1) i z Nigerią (0:2).